# Маккендрик, Александр
Александр Маккендрик (англ. Alexander Mackendrick; 1912—1993) — шотландский и американский кинорежиссёр, сценарист, педагог.

## Биография
Был единственным ребёнком в семье Фрэнсиса, инженера и судостроителя, и Марты Маккендрик, эмигрировавших в США из Глазго в 1911 году. Когда Александру было шесть лет, его отец умер от гриппа. Через год мать, решившая стать художником по костюмам, передала Александра на воспитание деду, который увёз его в Шотландию.
В 1919—1926 годах учился в Хиллхедской школе, затем три года — в Школе искусств Глазго. В начале 1930-х годах переехал в Лондон, где работал художником в рекламной фирме «J. Walter Thompson». В 1926—1938 годах написал сценарии для пяти рекламных роликов. Позднее признавал, что опыт работы в рекламном бизнесе оказался бесценен, несмотря на его неприятие самой отрасли. В 1937 году совместно с двоюродным братом, писателем Роджером Макдугаллом, написал первый киносценарий.
Во время Второй мировой войны был нанят министерством информации для съёмок пропагандистских фильмов. В 1942 году, работая в Отделе психологической войны, ездил в Алжир и Италию. Снимал новости, документалистику, делал листовки, сообщения для радио.
После войны вместе с Макдугаллом основал компанию Merlin Productions, где снимал документалистику для Министерства информации. В 1946 начал сотрудничать с Ealing Studios, где за девять лет поставил три самых известных фильма, снятых на студии, — «Виски в изобилии» (1949), «Человек в белом костюме» (1951) и «Замочить старушку» (1955).
В 1955 году, когда Ealing Studios была продана, переехал в Голливуд, где начал работать с компанией Hill-Hecht-Lancaster Productions (HHL). Фильм «Сладкий запах успеха» пользовался успехом, но отношения с продюсерами, считавшими Маккендрика перфекционистом, не складывались. В 1959 году уехал в Англию для работы над вторым фильмом для HHL, «Ученик дьявола», но был уволен через месяц после начала съёмок. В 1960-х годах снимал рекламу для телевидения, поставил ещё несколько фильмов. В 1969 году вернулся в США, где был избран деканом киношколы в Калифорнийском институте искусств. В 1978 году оставил деканство и перешёл на преподавательскую работу.

## Фильмография

### Режиссёр
- 1949 — Виски в изобилии (Море виски) / Whisky Galore!
- 1951 — Человек в белом костюме / The Man in the White Suit
- 1952 — Мэнди / Mandy
- 1954 — «Мэгги» / The Maggie
- 1955 — Замочить старушку / The Ladykillers
- 1957 — Сладкий запах успеха / Sweet Smell of Success
- 1963 — Сэмми отправляется на юг / Sammy Going South
- 1965 — Ураган над Ямайкой / A High Wind in Jamaica
- 1967 — Не гони волну / Don’t Make Waves